# Vleugel (vliegtuig)

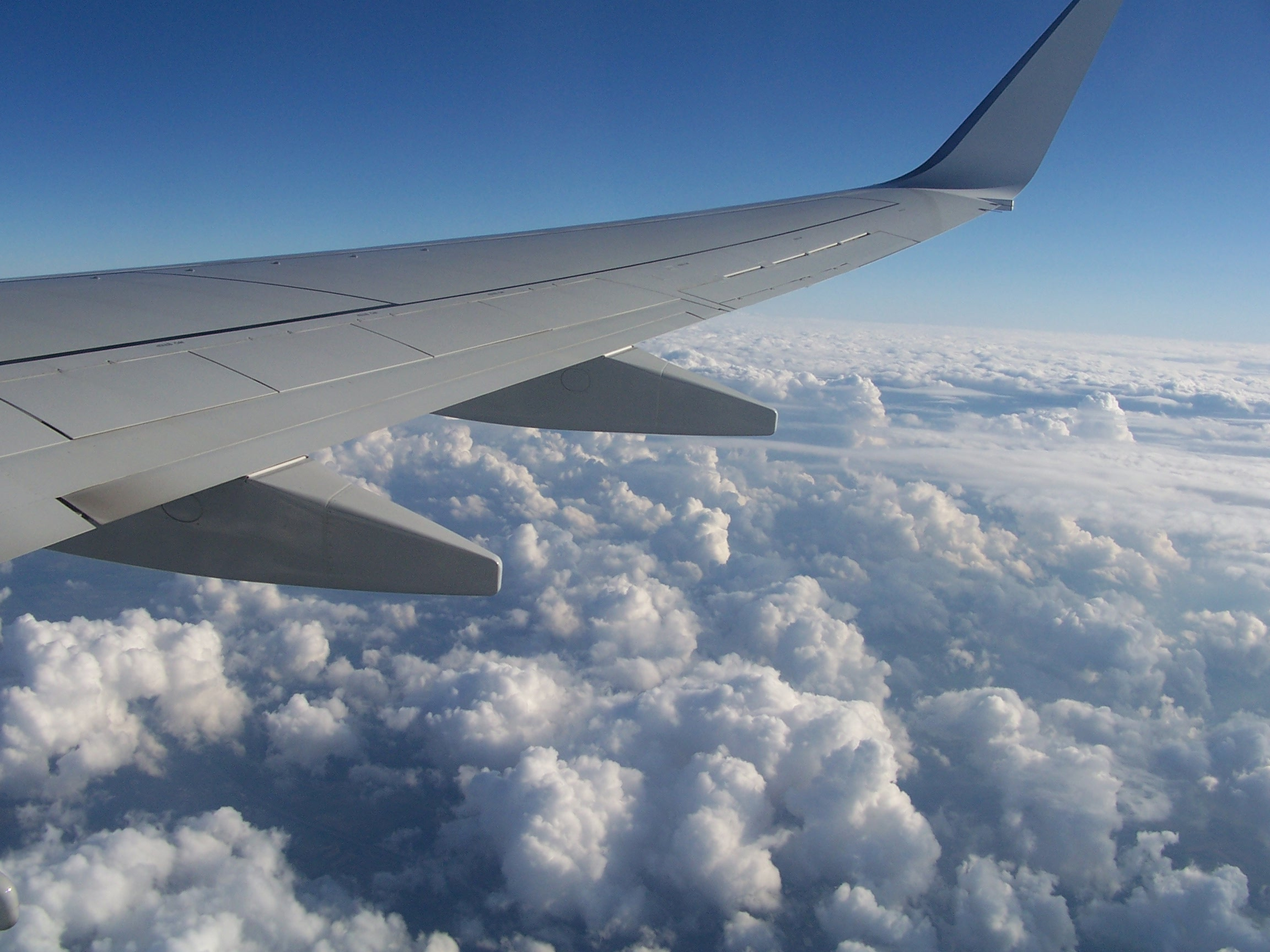
De vleugel van een Boeing 737-800

De vleugel is het gedeelte van een vliegtuig dat de liftkracht produceert, en zo mogelijk maakt dat een vliegtuig kan vliegen.
Officieel spreekt men bij een vliegtuig van één vleugel, bestaande uit twee vleugelhelften. Een dubbeldekker heeft dus twee vleugels, niet vier. Bij sommige sportvliegtuigen komt dat overeen met de constructie, doordat de vleugel één lange balk is waaraan de romp is opgehangen. Een vogel, daarentegen, heeft twee vleugels.
Een vliegtuig heeft verder nog een stabilo, meestal aan de staart. Het stabilo ziet eruit als een kleine vleugel maar is geen vleugel.

## De aerodynamische vorm

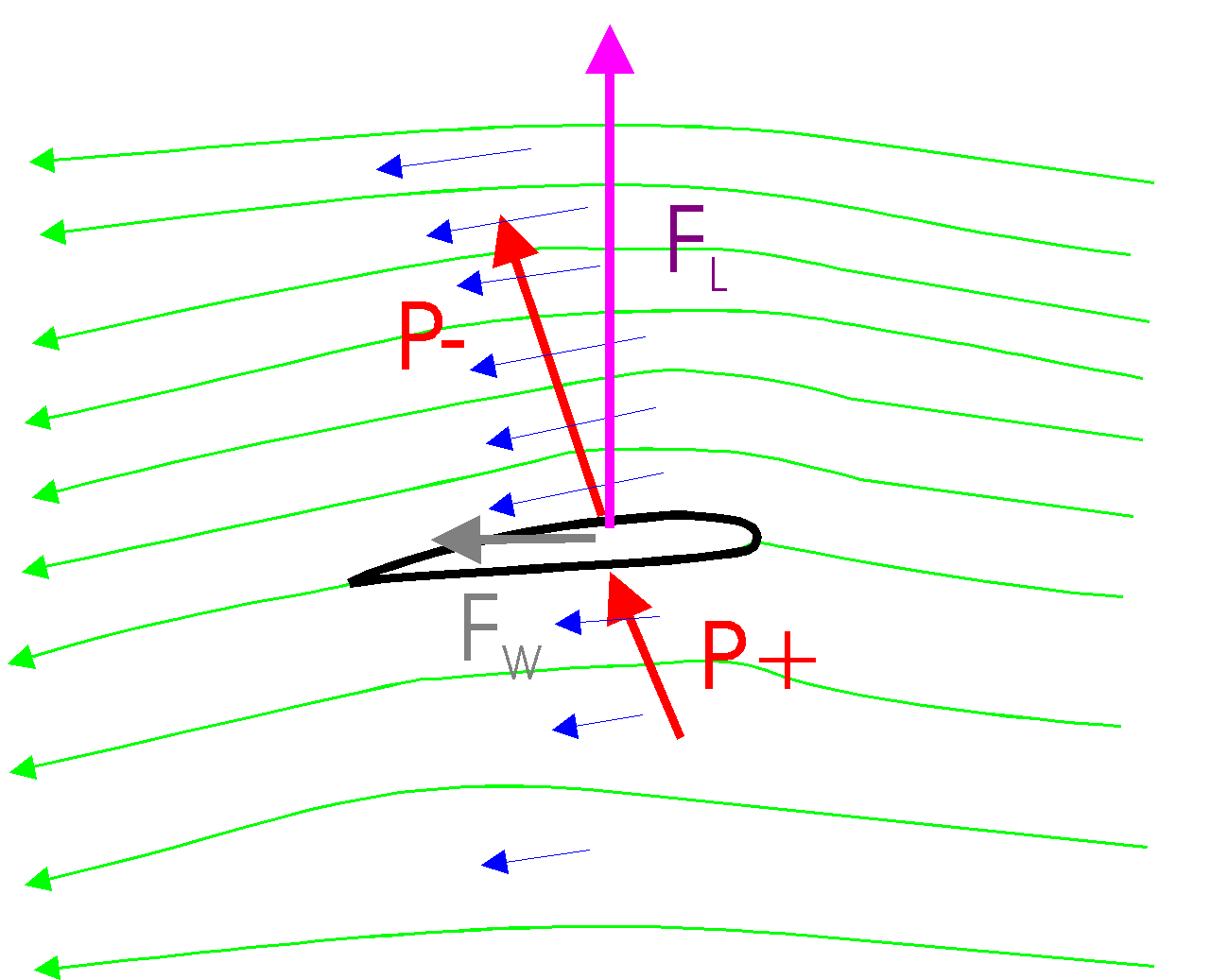
Vleugel doorsnede luchtstroming (groen), luchtsnelheid (blauw), druk (rood), lift (paars), weerstand (grijs)

Doordat de vleugel licht schuin  staat ten opzichte van de vliegrichting, we spreken van 'invalshoek' of 'angle of attack', wordt de luchtstroom afgebogen, en ontstaat er een reactiekracht. Deze kan ontbonden worden in een verticale component, de zogenaamde lift en een horizontale component: geïnduceerde weerstand.
Er is nog een secundaire uitleg van lift. Door de stand en vorm van de vleugel (de vleugel is aan de bovenkant meer gebogen en buigt daardoor de luchtstroom aan de bovenzijde); hierdoor is de snelheid van de luchtstroom over de bovenkant van de vleugel groter dan die over de onderkant en ontstaat aan de bovenkant van de vleugel een onderdruk (volgens de wet van Bernoulli) die een kracht in opwaartse richting veroorzaakt.
De lift compenseert bij een horizontale vlucht de zwaartekracht die ook op het vliegtuig inwerkt. Zolang het vliegtuig voldoende snelheid heeft blijft het in de lucht, de lift is recht evenredig met het kwadraat van de snelheid.
Door kleppen en roeren aan de vleugel kan de lucht meer of minder sterk worden afgebogen, en daardoor wordt de liftkracht groter of kleiner. De kleppen worden gebruikt bij opstijgen en landen, de roeren bij koersveranderingen.

## Vleugelkleppen

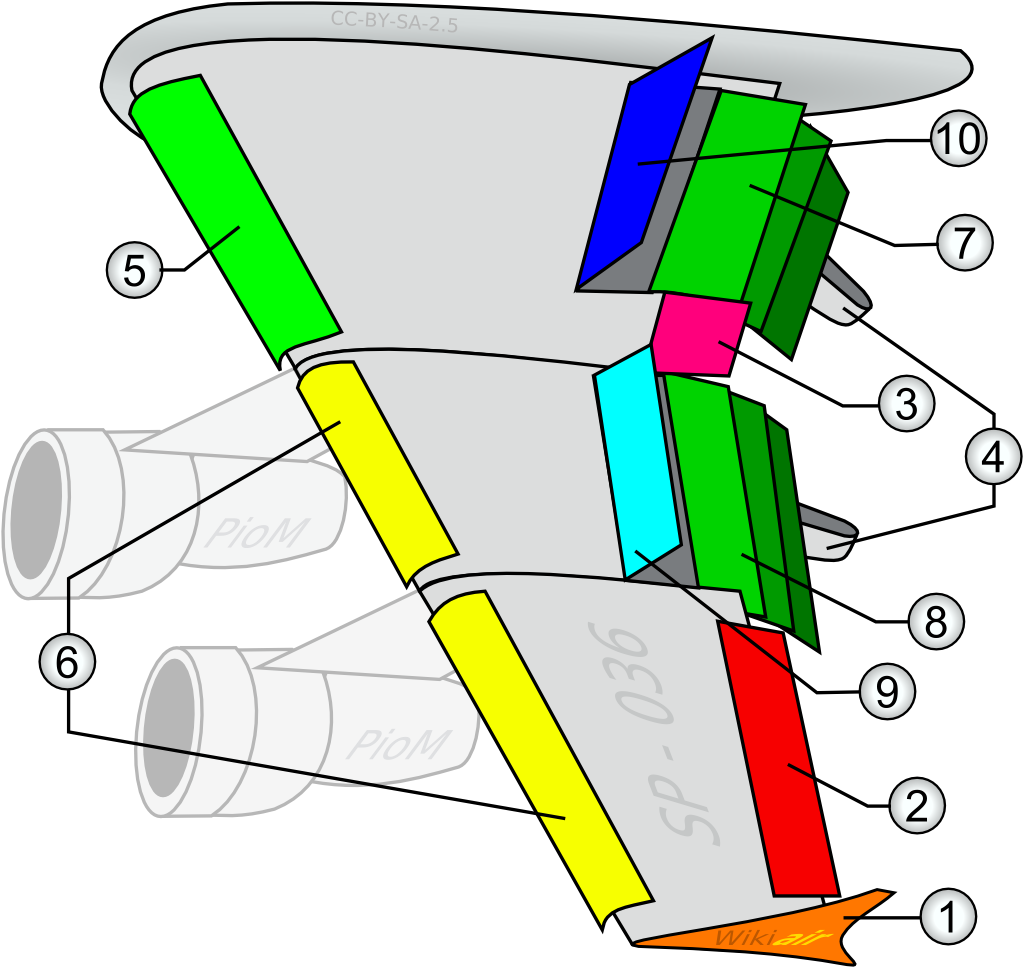
Vleugelonderdelen

De afbeelding toont de vleugelkleppen die kunnen voorkomen op een pijlvleugel van een vliegtuig. De winglet is geen vleugelklep, maar een onbeweegbaar opstaand hulpvleugeltje aan de vleugeltip.
1. Winglet
2. Rolroer (Engels: aileron) voor bewegingen om langs de langsas
3. Rolroer voor hoge snelheid
4. Stroomlijnkap (hierin bevinden zich de aandrijfmotoren voor de flaps)
5. Binnenste vleugelwelvingsklep (Engels : slat- of leading-edge flap)
6. Buitenste vleugelwelvingskleppen
7. Drievoudig uitschuifbare binnenste welvingsklep (Engels: (trailing-edge) flap) zowel de binnenste als de buitenste flap dienen om voldoende lift te genereren bij lage snelheden
8. Drievoudig uitschuifbare buitenste welvingsklep
9. Spoiler Deze dient om de luchtstroom over de vleugel te verstoren en zodoende de lift (draagvermogen) te verminderen
10. Gecombineerde spoiler/remklep

## Vleugeltypen
Bij de meeste vliegtuigen is de vleugel vast gemonteerd. Afhankelijk van de toepassing worden verschillende vormen vleugel gebruikt:
- Rechte vleugel
- Pijlvleugel
- Deltavleugel
- Omgekeerde pijlvleugel
- Ellipsvleugel (bekend van de Spitfire)
- Stubwing

Er zijn uitzonderingen van vliegtuigen met bewegende vleugels, zoals een zwenkvleugel, beweegt van voren naar achteren en omgekeerd, en tiltwing, een vleugel die een kwartslag kan draaien. Voorbeelden van vliegtuigen met zwenkvleugels zijn de Panavia Tornado, Grumman F-14 Tomcat, B-1 Lancer en General Dynamics F-111. De tiltwing wordt nauwelijks in de praktijk gebruikt, maar de Hiller X-18 is een voorbeeld. Verder hebben helikopters en autogiro's roterende vleugels. De propellers van vliegtuigen en de schroeven van schepen zijn in wezen roterende vleugels.

## Invalshoek

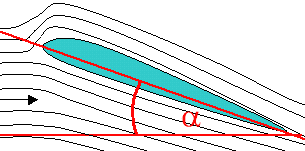
De pijl geeft de richting van de luchtstroom aan. De hoek α is de invalshoek

De invalshoek van de vleugel van een vliegtuig is de hoek tussen de koorde van de vleugel en de richting van de ongestoorde luchtstroming. De invalshoek (Engels: angle of attack) wordt aangegeven door de letter alpha (α).
De lift die gegenereerd wordt door een vleugel(profiel) is direct afhankelijk van de invalshoek. Hoe kleiner de hoek, hoe sneller het vliegtuig moet vliegen om in de lucht te blijven. Door de neus van het vliegtuig met de hoogteroeren op te trekken wordt de invalshoek vergroot. Hierdoor kan een vliegtuig met relatief lage snelheid toch opstijgen. Het vergroten van de hoek kan tot het punt waar de luchtstroom loslaat (er ontstaan dan turbulenties) en het vliegtuig overtrokken raakt. Op dit punt is er minder draagkracht en valt het vliegtuig naar beneden totdat de piloot of de beveiligingssystemen ingrijpen. Voor bijna alle vleugelprofielen van gewone vliegtuigen is dit een hoek van ongeveer 15°. Bij het landen wordt de neus van het vliegtuig opgetrokken, waardoor de draagkracht bij de lage landingssnelheid nog voldoende blijft.
Andere hulpmiddelen die ook ingezet worden bij het opstijgen en landen zijn de welvingskleppen aan de achterkant van de vleugel (Engels: flaps), vleugelwelvingskleppen aan de voorkant van de vleugel (Engels: slats) en (vooralsnog alleen bij gevechtsvliegtuigen) verdraaibare vleugels. De welvingskleppen zorgen voor een zogenaamde 'virtuele invalshoek' die groter is dan de echte invalhoek. Hierdoor wordt de draagkracht van de vleugel vergroot, maar zal er ook eerder overtrekking van de vleugel plaatsvinden.
In het algemeen start een vliegtuig met gedeeltelijk uitgeslagen kleppen en landt met volledig uitgeslagen kleppen. De kleppen worden tijdens de kruisvlucht ingetrokken voor minder geïnduceerde weerstand.
Verdraaibare vleugels combineren de hogere lift en algemeen betere vliegeigenschappen van rechte vleugels bij lage snelheid met de voordelen van een pijlvleugel bij hoge snelheid.
Bij de moderne windturbines, helikopterrotorbladen en verstelbare propellers kan men de invalshoek verstellen voor het regelen van de opgewekte kracht.

## Vortex

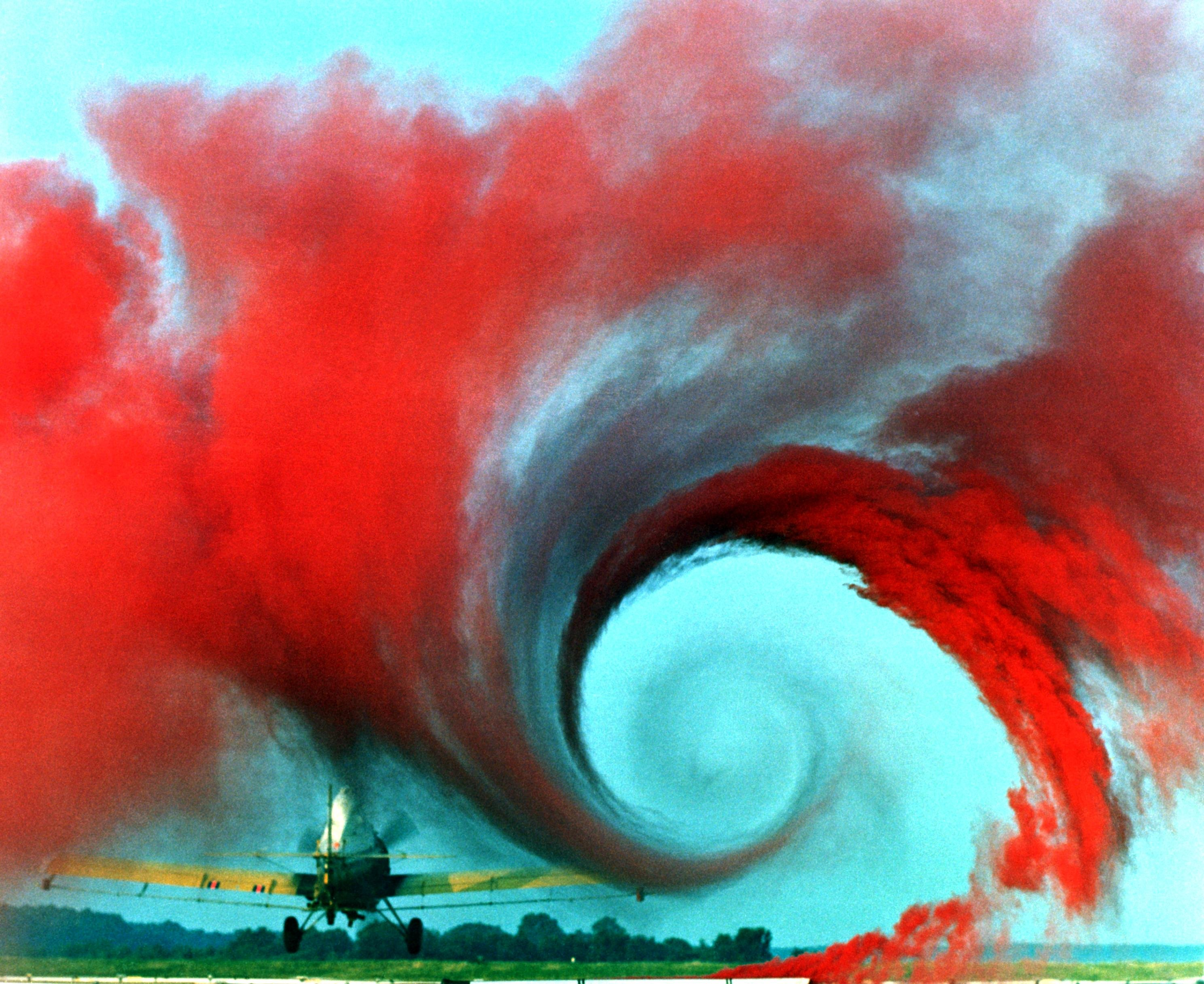
Vortex (bron NASA)

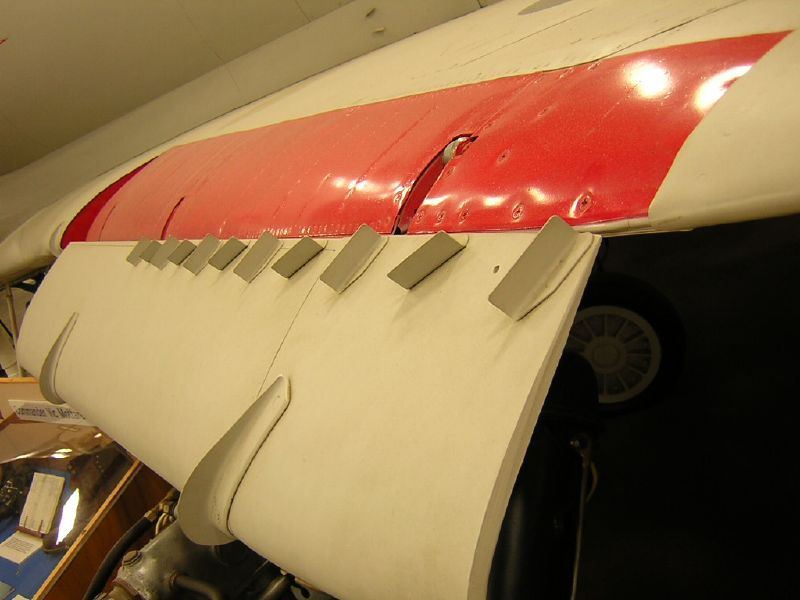
Douglas A4D-1, Skyhawk, 1956 met vortex generatoren

Aan de bovenkant van een vleugel ontstaat er een onderdruk ten opzichte van de onderkant van de vleugel (zie aerodynamische vorm hierboven). Aan de vleugeltoppen komen lage druk en hoge druk samen, deze vormen dan spiraalvormige turbulenties aan de vleugeltoppen die zich naar achteren en onder voortzetten. Deze turbulentie wordt ook wel zogturbulentie genoemd. Hoe groter de invalshoek, hoe groter de drukverschillen en hoe groter de vortex is. Deze is belangrijk bij het opstijgen en kan gevaarlijk zijn voor kleinere vliegtuigen die zouden opstijgen kort na het opstijgen van grotere vliegtuigen. Bij bepaalde vliegtuigen zijn de vleugeltoppen omgebogen naar boven (zgn. winglets) of zijn er spoilers aangebracht om deze vortex te verzwakken.
Bij deltavleugels is het optreden van vortices echter een gewenst effect waarmee de draagkracht bij lage snelheden en grote invalshoeken vergroot kan worden. De Concorde was ontworpen om hier gebruik van te maken.